# Beck – Annonsmannen
Beck – Annonsmannen är en svensk TV-film från 2001. Det är den sjätte filmen i den andra omgången med Peter Haber och Mikael Persbrandt i huvudrollerna.

## Handling
En kvinna blir brutalt våldtagen under en cykeltur i skogen. Hon sliter sig loss och under flykten lyckas hon sätta på sin mobiltelefon och få kontakt med sin man, innan hennes röst försvinner. Mannen ringer desperat till polisen. Beck och hans män påträffar ett kvinnolik i skogen. I samband med brottsutredningen dyker ett mobiltelefonnummer upp; ett nummer som verkar komma från en annons.

## Rollista
- Peter Haber – Martin Beck
- Mikael Persbrandt – Gunvald Larsson
- Malin Birgerson – Alice Levander
- Marie Göranzon – Margareta Oberg
- Ingvar Hirdwall – grannen
- Livia Millhagen – Malin Tavast
- Andreas Kundler - Jesper Wennqvist
- Hanns Zischler – Josef Hillman
- Rebecka Hemse – Inger
- Neil Bourguiba - Vilhelm, Ingers son
- Jimmy Endeley – Robban
- Mårten Klingberg – Nick
- Peter Hüttner – Oljelund
- Magnus Krepper – Bengt Tavast
- Eva Fritjofson – Elin Wennqvist
- Sten Elfström – Rune Fjällgård
- Tommy Andersson – Kent Svanborg
- Angela Kovács – läkare
- Jan-Erik Emretsson – fastighetsskötare
- Fredrik Ohlsson – Josef Hillmans svenska röst